# Silene dumetosa
Silene dumetosa är en nejlikväxtart som beskrevs av C.L. Tang. Silene dumetosa ingår i släktet glimmar, och familjen nejlikväxter. Inga underarter finns listade i Catalogue of Life.